# Gliacel

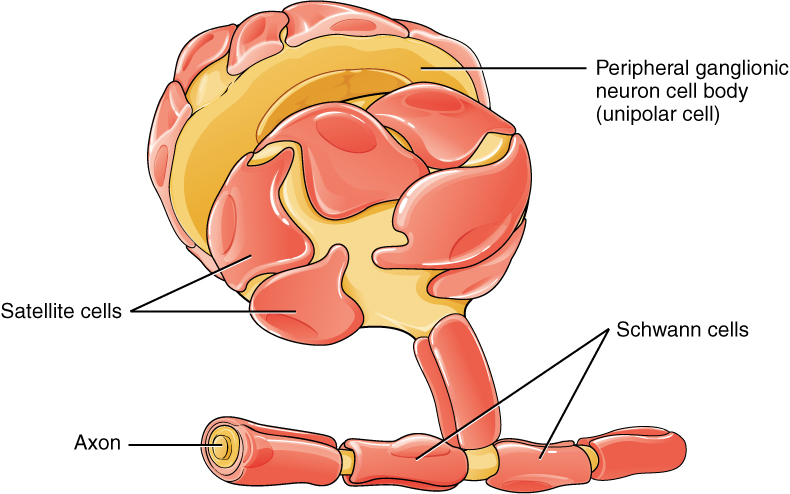
Gliacel

Gliacellen (Oudgrieks: γλία glía = lijm) zijn cellen die in het zenuwstelsel voorkomen en de neuronen verzorgen. Lang werd gedacht dat de verhouding gliacellen/zenuwcellen ongeveer 10:1 was. Uit recent onderzoek is gebleken dat dit niet juist is.  Er zijn evenveel gliacellen als zenuwcellen.
In tegenstelling tot de neuronen zijn gliacellen in staat zich te delen.
Gliacellen vervullen een zevental functies:
1. Het ondersteunen van het hersenweefsel; ze zorgen voor stevigheid en behoud van structuur. Tevens scheiden ze groepen neuronen van elkaar.
2. Oligodendrocyten in het centrale zenuwstelsel en schwanncellen in het perifere zenuwstelsel maken myeline aan om de axonen te beschermen en de elektrische geleiding te verbeteren.
3. Het opruimen van afval na neuronale verwonding of celdood.
4. Het bufferen van de concentratie kaliumionen in de extracellulaire ruimtes. Sommige verwijderen neurotransmitters die vrijkomen bij synaptische transmissie.
5. Tijdens de ontwikkeling van de hersenen wijzen sommige gliacellen de weg aan migrerende zenuwcellen en geven aan in welke richting de axonen moeten groeien.
6. Bepaalde gliacellen helpen de bloed-hersenbarrière in stand te houden.
7. Gliacellen voorzien de zenuwcellen van voedingsstoffen.

Hoewel gliacellen voornamelijk als homogene populatie werden gezien wordt de laatste jaren steeds meer duidelijk over regionale verschillen. Zo kunnen gliacellen in de witte stof van het brein een andere morfologie hebben vergeleken met gliacellen van dezelfde soort in de grijze stof (onder andere astrocyten en oligodendrocyten laten dit zien), verschilt de expressie van bepaalde oppervlaktereceptoren, en verschilt de reactie op kwetsuren van de hersenen.

## Soorten

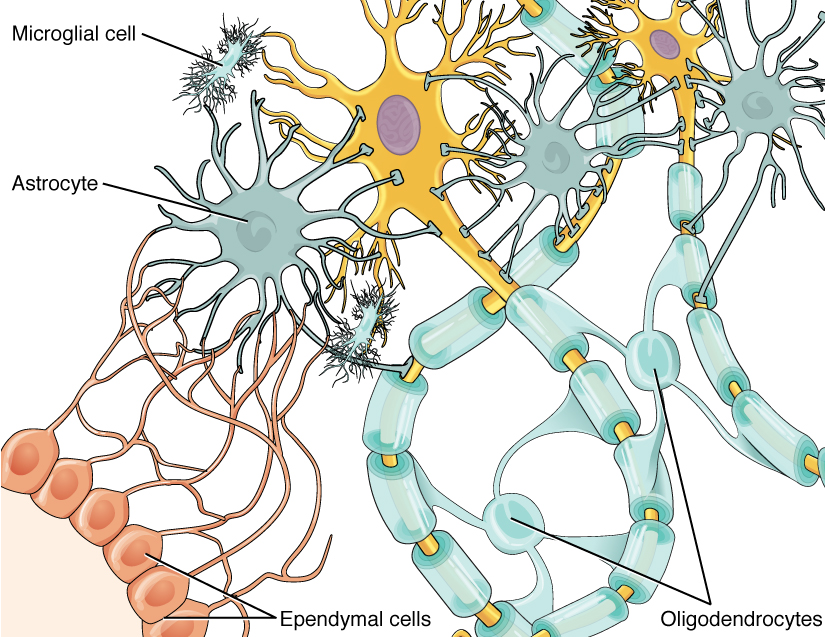
Verschillende soorten gliacellen met in geel neuronen

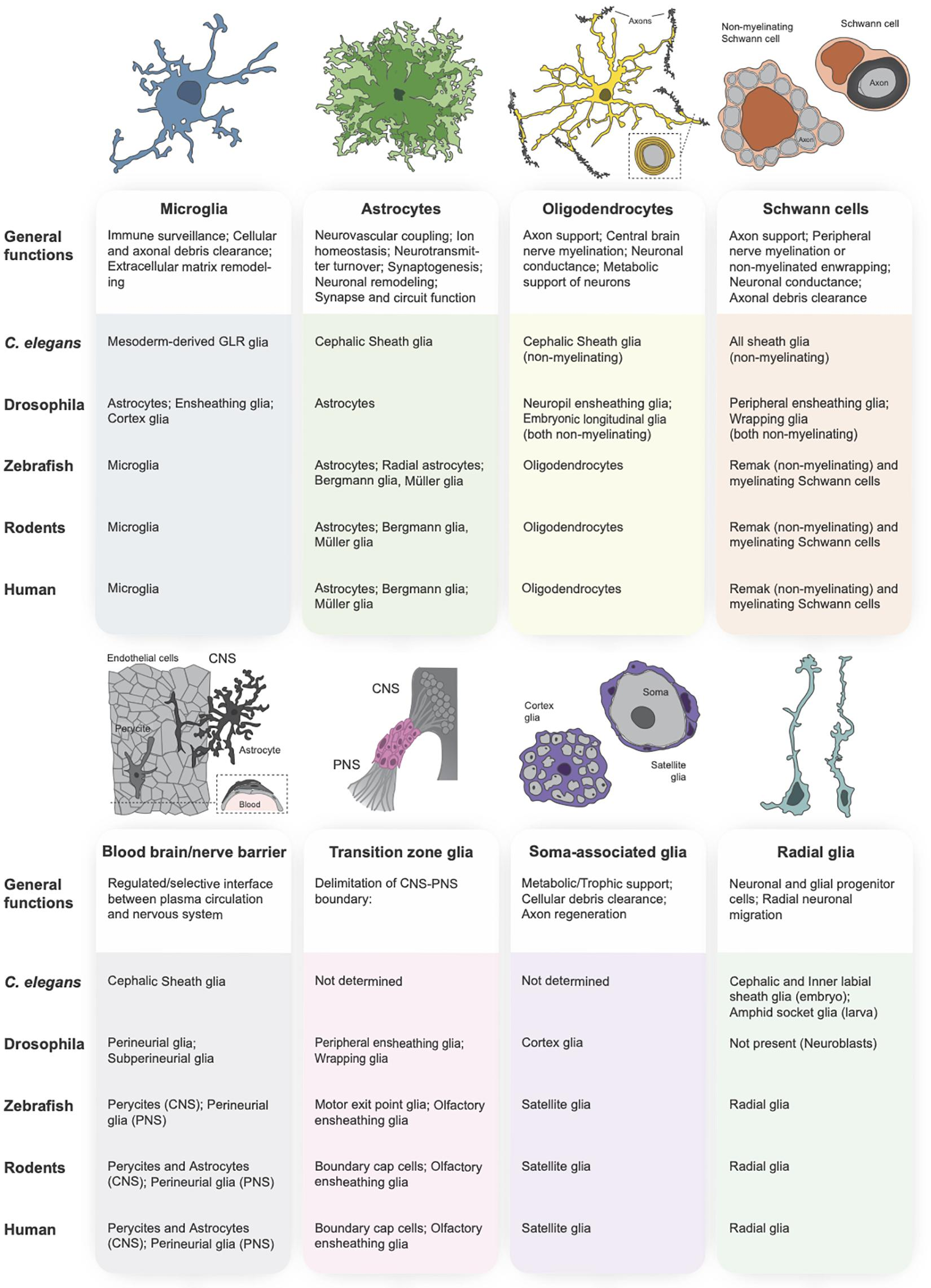
Verschillende gliacellen

### Soorten gliacellen
Er zijn verschillende soorten gliacellen:
- Microgliacellen ( komen voor in de de hersenen en het ruggenmerg)
- Macrogliacellen in het centrale zenuwstelsel:
  - Astrocyten
  - Oligodendrocyten
  - Ependymocyten
- Macrogliacellen in het perifere zenuwstelsel:
  - Schwanncellen
  - Satellietcellen
- Radiale gliacellen (bipolair-vormige voorlopercellen die verantwoordelijk zijn voor de productie van alle zenuwcellen in de hersenschors)  
  - Müller gliacel
  - Bergmann gliacel

### Niet-myeliniserende Schwanncellen
De niet-myeliniserende Schwanncellen zijn een subgroep van de Schwanncellen die worden gekenmerkt door het ontbreken van myeline.
De groep niet-myeliniserende Schwanncellen omvat de terminale Schwanncellen, aanwezig bij neuromusculaire verbindingen, de Schwancellen van Remakvezels (ook wel Remak Schwanncellen genoemd) en de Schwanncellen die geassocieerd worden met sensorische structuren, zoals tastlichaampjes en lamellaire lichaampjes.

#### Remak Schwanncellen
De Schwanncellen van Remakvezels, of Remak Schwanncellen (RSC's), zijn vernoemd naar de Duitse neurobioloog Robert Remak en zijn aanwezig in zenuwvezels die door hem rond 1838 zijn waargenomen. In het perifeer zenuwstelsel zijn de Remak Schwanncellen talrijker dan de myeliniserende Schwanncellen.
Ze bieden metabolische ondersteuning aan zenuwcellen, naast andere functies, maar aangezien er geen specifieke genetische markers zijn gedetailleerd (althans in 2017), is er nog steeds een grote kloof in het begrijpen van hun biologie bij het onderscheiden van andere Schwanncellen.

#### Terminale Schwanncellen
Terminale Schwanncellen (tSC's), ook wel perisynaptische Schwanncellen genoemd, en "teloglia", zijn niet-myeliniserende Schwanncellen die aanwezig zijn bij neuromusculaire verbindingen. Er wordt gesuggereerd dat ze een rol kunnen spelen bij het vormen en onderhouden van synapsen of het moduleren van synaptische signalering.

## Trivia
Volgens sommige studies zou de uitzonderlijk hoge intelligentie van topwetenschapper Albert Einstein onder meer te verklaren zijn door een significant hoger aantal gliacellen per neuron, met name in zijn linker onderste parietale kwab.